# Igor Lambarschi
Igor Lambarschi (tiếng Nga: Игорь Анатольевич Ламбарский (Igor Anatolyevich Lambarskiy); sinh ngày 26 tháng 11 năm 1992) là một cầu thủ bóng đá người Moldova-Nga. Anh thi đấu cho FC Olimpiyets Nizhny Novgorod.

## Sự nghiệp câu lạc bộ
Anh ra mắt tại Giải bóng đá ngoại hạng Nga cho F.K. Krasnodar vào ngày 5 tháng 3 năm 2012 trong trận đấu với F.K. Rostov.

## Quốc tế
Sau khi đại diện cho U-21 Moldova, anh mang quốc tịch Nga và được triệu tập vào U-21 Nga vào tháng 8 năm 2012.